# بخش لانیر (شهرستان پربل، اوهایو)
بخش لانیر (به انگلیسی: Lanier Township) یک منطقهٔ مسکونی در ایالات متحده آمریکا است که در شهرستان پربل، اوهایو واقع شده‌است.
 بخش لانیر ۹۴٫۲ کیلومتر مربع مساحت و ۳٬۹۳۱ نفر جمعیت دارد و ۲۷۰ متر بالاتر از سطح دریا واقع شده‌است.